# Proclamação da República do Brasil
A Proclamação da República Brasileira, também referida na História do Brasil como Golpe Republicano ou Golpe de 1889, foi um golpe de Estado político-militar, ocorrido em 15 de novembro de 1889, que instaurou a forma republicana presidencialista de governo no Brasil, encerrando a monarquia constitucional parlamentarista vigente durante o Império e, por conseguinte, destituindo o então chefe de Estado, imperador Pedro II, que em seguida recebeu ordens de partir para o exílio.
A proclamação ocorreu no Campo de Santana, no Rio de Janeiro, então capital do Império do Brasil, quando um grupo de militares do exército brasileiro, liderados pelo marechal Manuel Deodoro da Fonseca, destituiu o imperador e assumiu o poder no país, instituindo um governo "provisório" republicano, que se tornaria a Primeira República Brasileira.

## Antecedentes

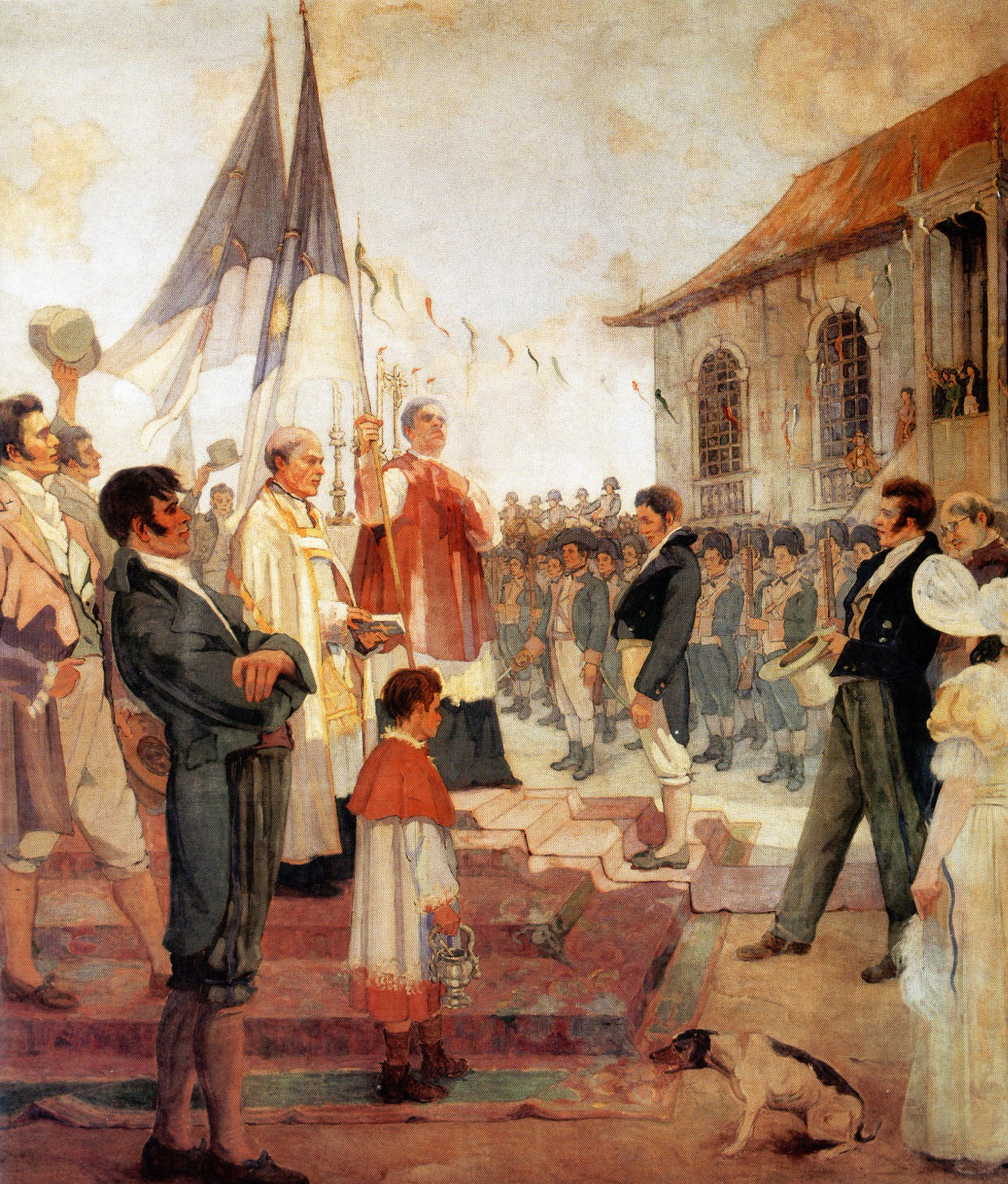
A República foi proclamada pela primeira vez no Brasil no Recife, durante a Revolução Pernambucana de 1817

O movimento de 15 de novembro de 1889 não foi o primeiro a tentar instituir uma república no Brasil, embora tenha sido o único efetivamente bem-sucedido, e, segundo algumas versões, teria contado com apoio tanto das elites nacionais e regionais quanto da população de um modo geral:
- Em 1789, a conspiração denominada Inconfidência Mineira não buscava apenas a independência, mas também a proclamação de uma república na Capitania de Minas Gerais, seguida de uma série de reformas políticas, econômicas e sociais;
- Em 1817, durante a Revolução Pernambucana — único movimento libertário do período de dominação portuguesa que ultrapassou a fase conspiratória e atingiu o processo revolucionário de tomada do poder —, a República foi proclamada pela primeira vez no Brasil, e Pernambuco teve governo provisório por 75 dias;[4][5]
- Em 1824, Pernambuco e outras províncias do Nordeste brasileiro (territórios que pertenceram outrora à província pernambucana) criaram o movimento independentista conhecido como Confederação do Equador, igualmente republicano, considerado a principal reação contra a tendência absolutista e a política centralizadora do governo de Pedro I;[6]
- Em 1839, na esteira da Revolução Farroupilha, proclamaram-se a República Rio-Grandense e a República Juliana, respectivamente no Rio Grande do Sul e em Santa Catarina.

## Crise da Monarquia

Marechal Manuel Deodoro da Fonseca

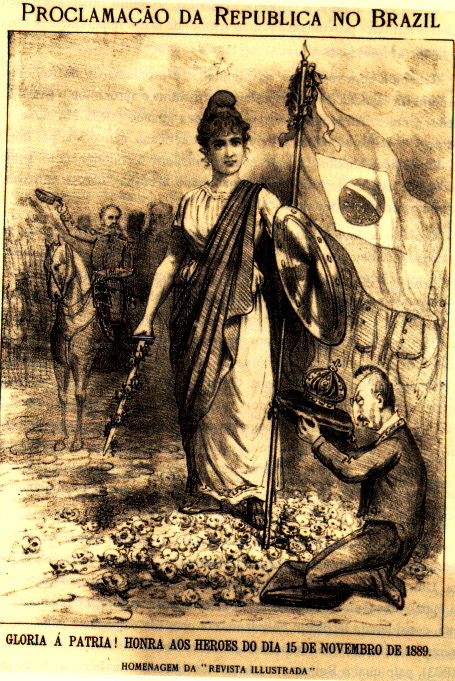
Homenagem da Revista Ilustrada à proclamação da república brasileira

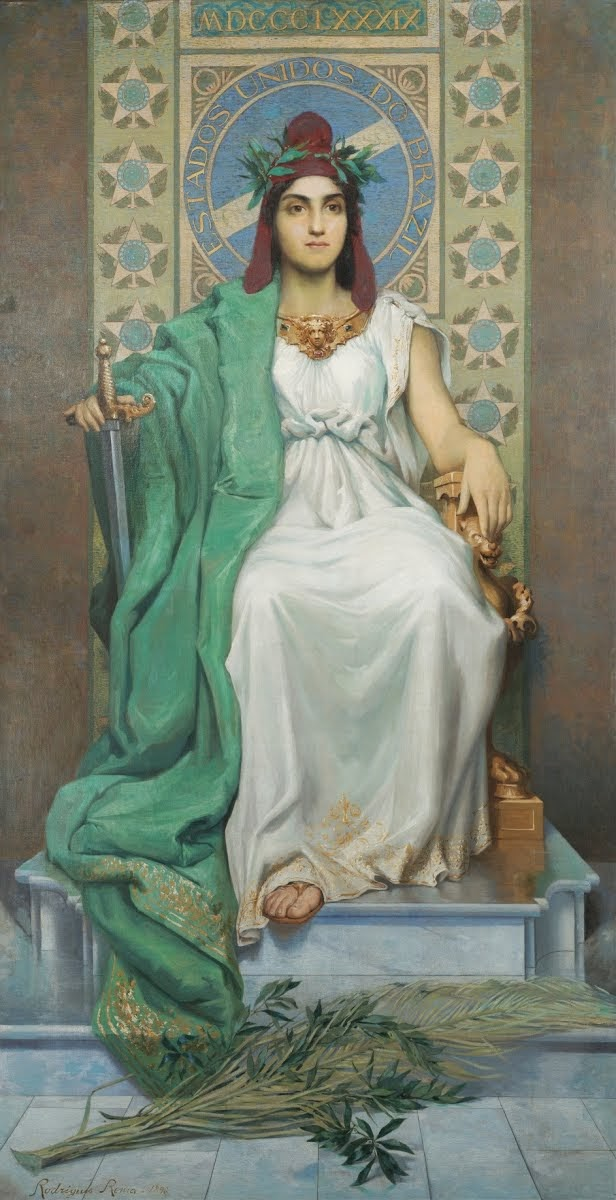
"Alegoria da República", quadro de Manuel Lopes Rodrigues pertencente ao acervo do Museu de Arte da Bahia

A partir da década de 1870, como consequência da Guerra do Paraguai (também chamada de Guerra da Tríplice Aliança, 1864-1870), foi tomando corpo a ideia de alguns setores da elite de alterar o regime político vigente. Fatores que influenciaram esse movimento:
- O imperador Pedro II não tinha filhos, apenas filhas. O trono seria ocupado, após a sua morte, por sua filha mais velha, a princesa Isabel, casada com o francês, Gastão de Orléans, Conde d'Eu, o que gerava o receio em parte da população de que o país fosse governado por um estrangeiro;[7]
- O fato de os negros terem ajudado o exército na Guerra do Paraguai e, quando retornaram ao país, permaneceram como escravos, ou seja, não ganharam a alforria.[8]

### Situação política do Brasil em 1889
O governo imperial, através do 37.º e último gabinete ministerial — chamado Gabinete Ouro Preto — empossado em 7 de junho de 1889 sob o comando do presidente do Conselho de Ministros do Império, Afonso Celso de Assis Figueiredo, o Visconde de Ouro Preto, do Partido Liberal, percebendo a difícil situação política em que se encontrava, apresentou, em uma última e desesperada tentativa de salvar o império, à Câmara-Geral um programa de reformas políticas do qual constavam, entre outras, as medidas seguintes: maior autonomia administrativa para as províncias, liberdade de voto, liberdade de ensino, redução das prerrogativas do Conselho de Estado e mandatos não vitalícios para o Senado Federal. As propostas do Visconde de Ouro Preto visavam a preservar o regime monárquico no país, mas foram vetadas pela maioria dos deputados de tendência conservadora que controlava a Câmara Geral. No dia 15 de novembro de 1889, a República era proclamada.

### Perda de prestígio da monarquia
Muitos foram os fatores que levaram o Império a perder o apoio de suas bases econômicas, militares e sociais. Da parte dos grupos conservadores pelos sérios atritos com a Igreja Católica (na "Questão Religiosa"); pela perda do apoio político dos grandes fazendeiros em virtude da abolição da escravatura, ocorrida em 1888, sem a indenização dos proprietários de escravos.
Da parte dos grupos progressistas, havia a crítica que a monarquia mantivera, até muito tarde, a escravidão no país. Os progressistas criticavam, também, a ausência de iniciativas com vistas ao desenvolvimento do país fosse econômico, político ou social, a manutenção de um regime político de castas e o voto censitário, isto é, com base na renda anual das pessoas, a ausência de um sistema de ensino universal, os altos índices de analfabetismo e de miséria e o afastamento político do Brasil em relação a todos demais países do continente, que eram republicanos.
Assim, ao mesmo tempo em que a legitimidade imperial decaía, a proposta republicana — percebida como significando o progresso social — ganhava espaço. Entretanto, é importante notar que a legitimidade do Imperador era distinta da do regime imperial: Enquanto, por um lado, a população, de modo geral, respeitava e gostava de Pedro II, por outro lado, tinha cada vez em menor conta o próprio império. Nesse sentido, era voz corrente, na época, que não haveria um terceiro reinado, ou seja, a monarquia não continuaria a existir após o falecimento de Pedro II, seja devido à falta de legitimidade do próprio regime monárquico, seja devido ao repúdio público ao príncipe consorte, marido da princesa Isabel, o francês conde d'Eu. O conde tinha fama de arrogante, não ouvia bem, falava com sotaque francês e, além de tudo, era dono de cortiços no Rio, pelos quais cobrava aluguéis exorbitantes de gente pobre. Temia-se que, quando Isabel subisse ao trono, ele viesse a ser o governante de fato do Brasil.
Embora a frase de Aristides Lobo (jornalista e líder republicano paulista, depois feito ministro do governo provisório), "O povo assistiu bestializado" à Proclamação da República, tenha entrado para a história, pesquisas históricas, mais recentes, têm dado outra versão à aceitação da República entre o povo brasileiro. É o caso da tese defendida por Maria Tereza Chaves de Mello (A República Consentida, Editora da FGV, EDUR, 2007), que indica que a República, antes e depois da proclamação, era vista popularmente como um regime político que traria o desenvolvimento, em sentido amplo, para o país.

### Crise econômica
A crise econômica agravou-se em função das elevadas despesas financeiras geradas pela Guerra da Tríplice Aliança, cobertas por capitais externos. Os empréstimos brasileiros elevaram-se de três milhões de libras esterlinas em 1871 para quase 20 milhões em 1889, o que causou uma inflação da ordem de 1,75% ao ano, no plano interno.

### Questão abolicionista
A questão abolicionista impunha-se desde a abolição do tráfico negreiro em 1850, encontrando viva resistência entre as elites agrárias tradicionais do país. Diante das medidas adotadas pelo Império para a gradual extinção do regime escravista, devido à repercussão da experiência malsucedida nos Estados Unidos de libertação geral dos escravos ter levado aquele país à guerra civil, essas elites reivindicavam do Estado indenizações proporcionais ao preço total que havia pagado pelos escravos a serem libertados por lei. Estas indenizações seriam pagas com empréstimo externo.
Com a decretação da Lei Áurea (1888), e ao deixar de indenizar esses grandes proprietários rurais, o império perdeu o seu último pilar de sustentação. Chamados de "republicanos de última hora" ou Republicanos do 13 de maio, os ex-proprietários de escravos aderiram à causa republicana, não por causa de um sentimento, mas como uma "vingança" contra a monarquia.
Na visão dos progressistas, o Império do Brasil mostrou-se bastante lento na solução da chamada "Questão Servil", o que, sem dúvida, minou sua legitimidade ao longo dos anos. Mesmo a adesão dos ex-proprietários de escravos, que não foram indenizados, à causa republicana, evidencia o quanto o regime imperial estava atrelado à escravatura.
Assim, logo após a princesa Isabel assinar a Lei Áurea, João Maurício Wanderley, Barão de Cotegipe, o único senador do império que votou contra o projeto de abolição da escravatura, profetizou:
| “ | A senhora acabou de redimir uma raça e perder um trono! | ” |

### Questão religiosa

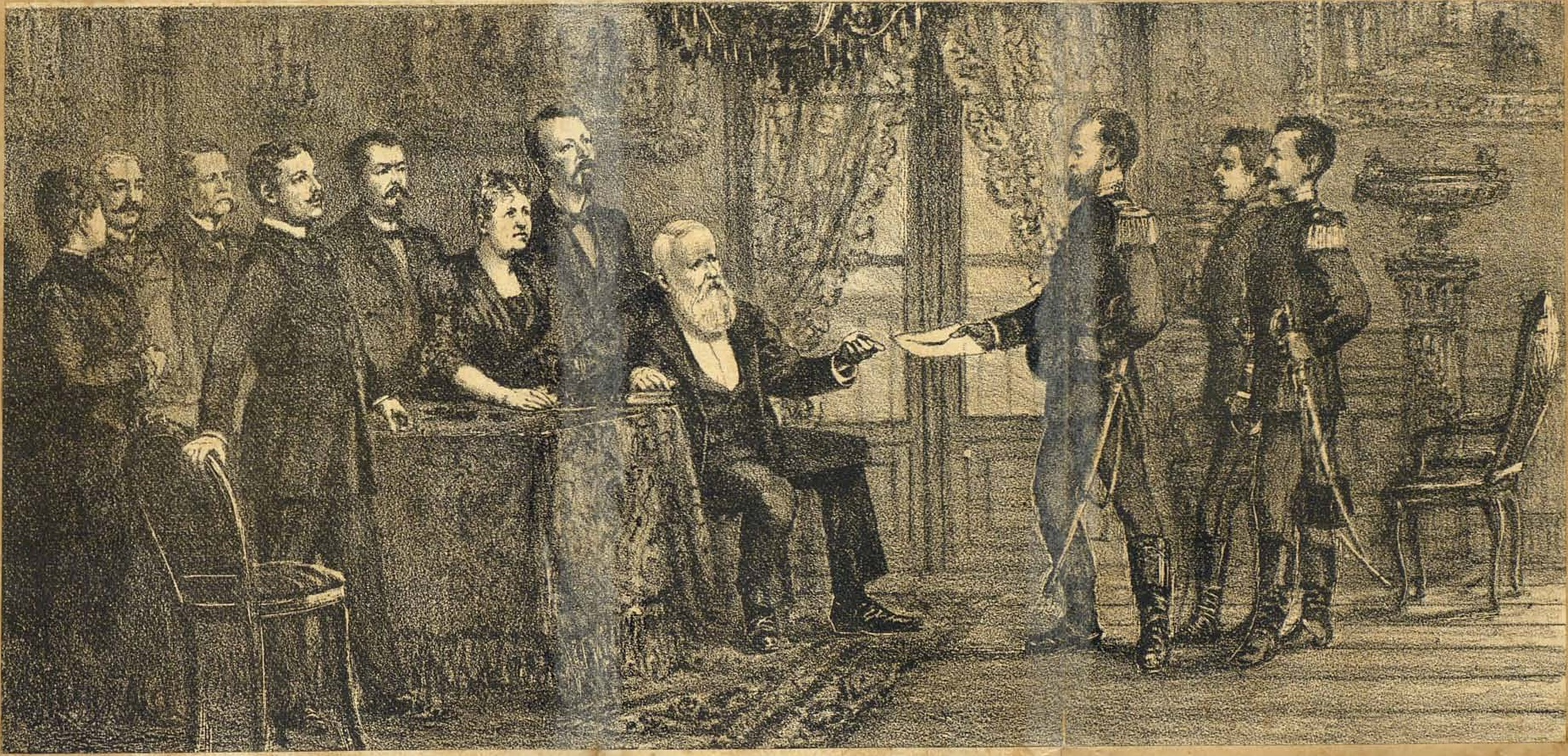
Entrega da mensagem a Pedro II, pelo Major Sólon, no dia 6 de novembro de 1889

Desde o período colonial, a Igreja Católica, enquanto instituição, encontrava-se submetida ao estado. Isso se manteve após a independência e significava, entre outras coisas, que nenhuma ordem do papa poderia vigorar no Brasil sem que fosse previamente aprovada pelo imperador (Beneplácito Régio). Ocorre que em 1872 Vital Maria Gonçalves de Oliveira e Antônio de Macedo Costa, bispos de Olinda e Belém do Pará respectivamente, resolveram seguir por conta própria as ordens do Papa Pio IX de exclusão dos maçons da igreja. Como os maçons gozavam de um elevado nível de influência no Brasil monárquico, a bula não foi ratificada. Embora a adesão às ordens maçônicas fosse comum, Pedro II não era membro.
Os bispos se recusaram a obedecer ao imperador, sendo presos. Em 1875, graças à intervenção do maçom Duque de Caxias, os bispos receberam o perdão imperial e foram colocados em liberdade. Contudo, no episódio, a imagem do império desgastou-se junto à Igreja Católica. E este foi um fator agravante na crise da monarquia, pois o apoio da Igreja Católica à monarquia sempre foi essencial à sua subsistência.

### Questão militar

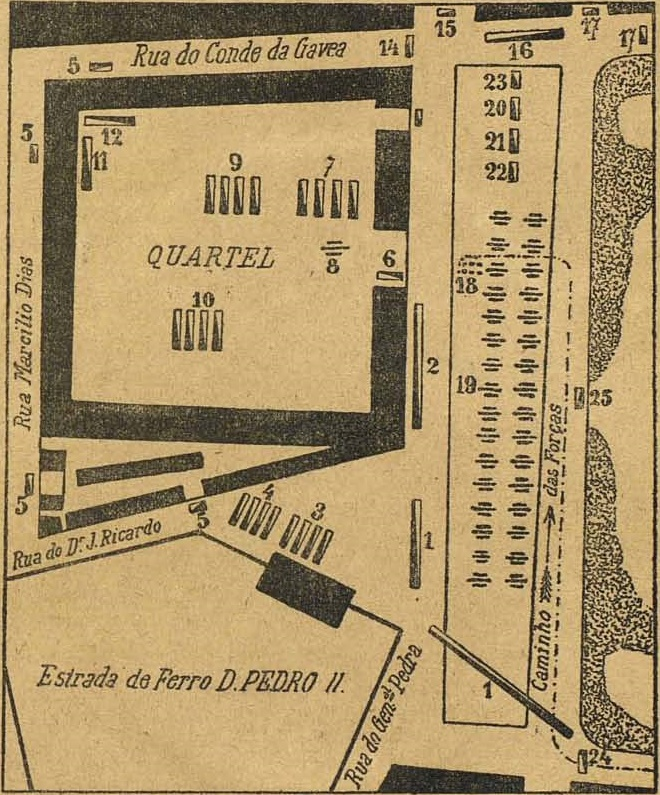
Carta do tenente-coronel Jacques Ourique ao Jornal do Commercio, representando a posição das tropas no dia 15 de novembro de 1889

Os militares do Exército Brasileiro estavam descontentes com a proibição imposta pela monarquia, pela qual os seus oficiais não podiam manifestar-se na imprensa sem uma prévia autorização do Ministro da Guerra. Os militares não tinham autonomia de decisão sobre a defesa do território, estando sujeitos às ordens do imperador e do Gabinete de Ministros, formado por civis, que se sobrepunham às ordens dos generais. Assim, no império, a maioria dos ministros da guerra eram civis.
Além disso, frequentemente os militares do Exército Brasileiro sentiam-se desprestigiados e desrespeitados. Por um lado, os dirigentes do império eram civis, cuja seleção era extremamente elitista e cuja formação era bacharelesca, mas que resultava em postos altamente remunerados e valorizados; por outro lado, os militares tinham uma seleção mais democrática e uma formação mais técnica, mas que não resultavam nem em valorização profissional nem em reconhecimento político, social ou econômico. As promoções na carreira militar eram difíceis de serem obtidas e eram baseadas em critérios personalistas em vez de promoções por mérito e antiguidade.
A Guerra do Paraguai, além de difundir os ideais republicanos, evidenciou aos militares essa desvalorização da carreira profissional, que se manteve e mesmo acentuou-se após o fim da guerra. O resultado foi a percepção, da parte dos militares, de que se sacrificavam por um regime que pouco os consideravam e que dava maior atenção à Marinha do Brasil.

### Atuação dos republicanos e dos positivistas

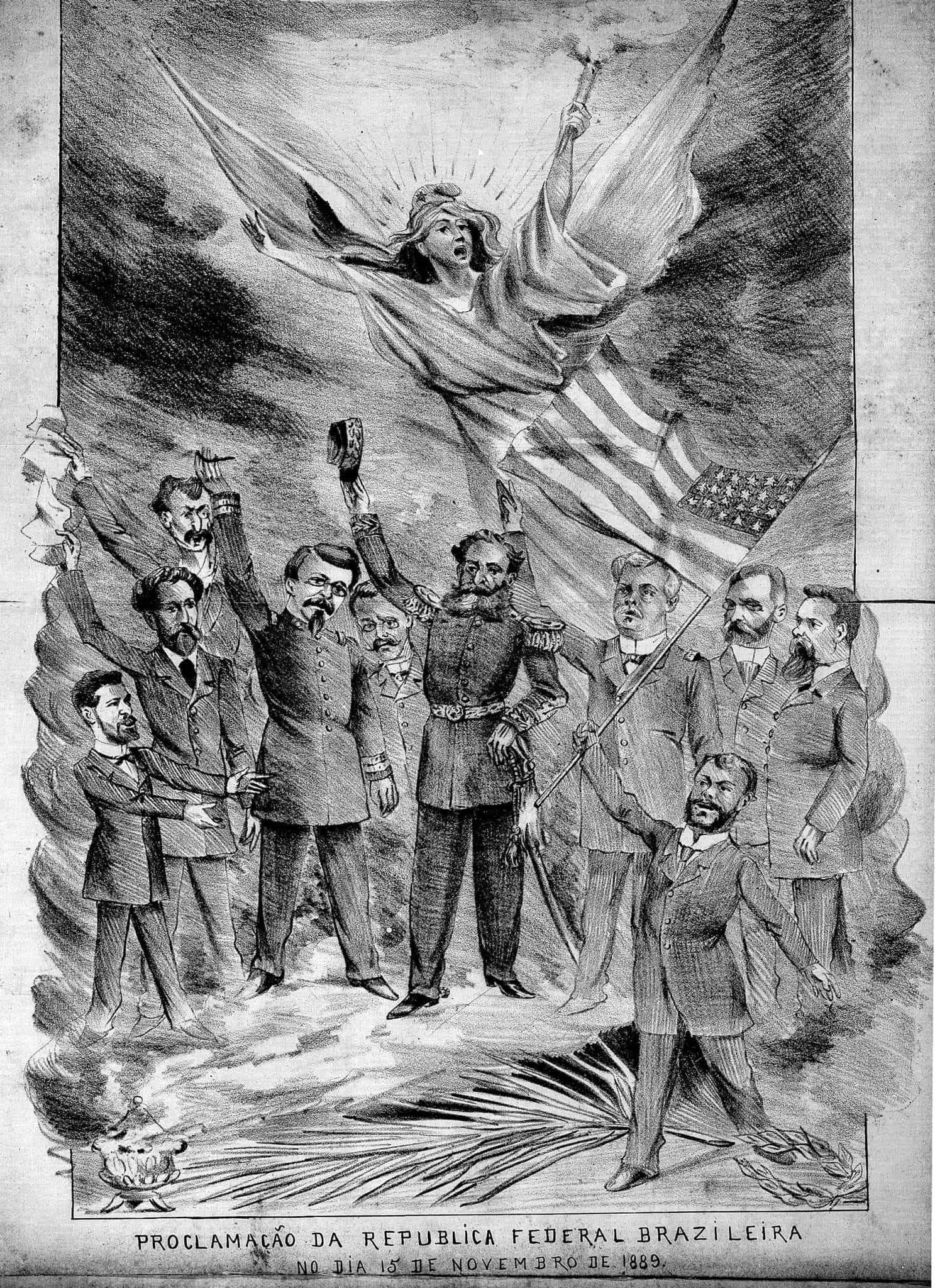
Charge da proclamação da República, com José do Patrocínio em primeiro plano

Durante a Guerra do Paraguai, o contato dos militares brasileiros com a realidade dos seus vizinhos sul-americanos levou-os a refletir sobre a relação existente entre regimes políticos e problemas sociais. A partir disso, começou a desenvolver-se, tanto entre os militares de carreira quanto entre os civis convocados para lutar no conflito, um interesse maior pelo ideal republicano e pelo desenvolvimento econômico e social brasileiro.
Dessa forma, não foi casual que a propaganda republicana tenha tido, por marco inicial, a publicação do manifesto Republicano em 1870 (ano em que terminou a Guerra do Paraguai), seguido pela Convenção de Itu em 1873 e pelo surgimento dos clubes republicanos, que se multiplicaram, a partir de então, pelos principais centros no país.
Além disso, vários grupos foram fortemente influenciados pela maçonaria (Deodoro da Fonseca era maçom, assim como todo seu ministério) e pelo positivismo de Auguste Comte, especialmente, após 1881, quando surgiu a igreja Positivista do Brasil. Seus diretores, Miguel Lemos e Raimundo Teixeira Mendes, iniciaram uma forte campanha abolicionista e republicana.
A propaganda republicana era realizada pelos que, depois, foram chamados de "republicanos históricos" (em oposição àqueles que se tornaram republicanos apenas após o 15 de novembro, chamados de "republicanos de 16 de novembro").
As ideias de muitos dos republicanos eram veiculadas pelo periódico A República. Segundo alguns pesquisadores, os republicanos dividiam-se em duas correntes principais:
- Os evolucionistas, que admitiam que a proclamação da República era inevitável, não justificando uma luta armada;
- Os revolucionistas, que defendiam a possibilidade de pegar em armas para conquistá-la, com mobilização popular e com reformas sociais e econômicas.

Embora houvesse diferenças entre cada um desses grupos no tocante às estratégias políticas para a implementação da República e também quanto ao conteúdo substantivo do regime a instituir, a ideia geral, comum aos dois grupos, era a de que a República deveria ser um regime progressista, contraposto à exausta monarquia. Dessa forma, a proposta do novo regime revestia-se de um caráter social revolucionário e não apenas do de uma mera troca dos governantes.

## Golpe militar de 1889

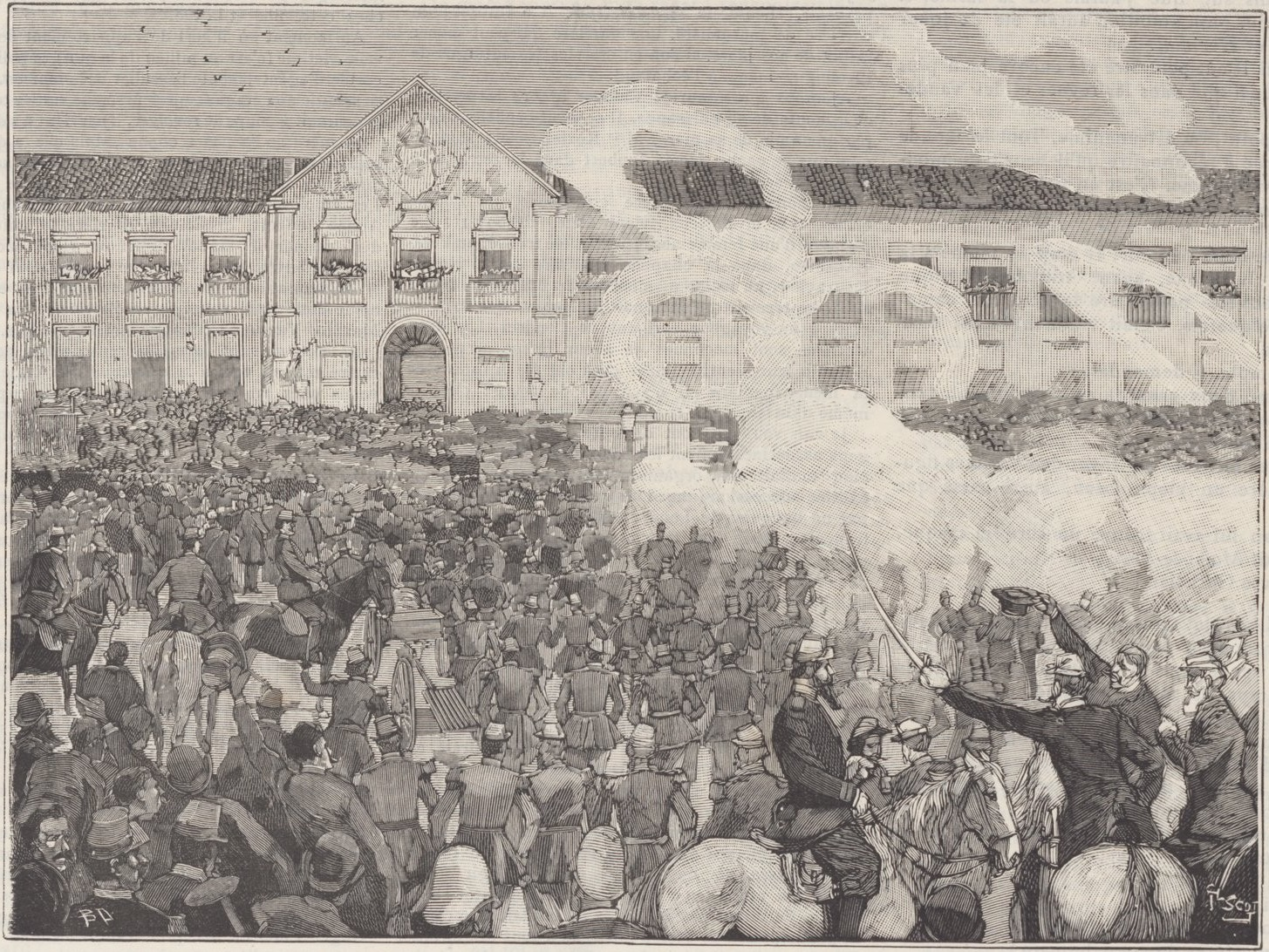
Proclamação da República no Rio de Janeiro (por Georges Scott, publicado em Le Monde Illustré, nº 1 708, 21 de dezembro/1889)

No Rio de Janeiro, os republicanos insistiram que o Marechal Deodoro da Fonseca, um monarquista, chefiasse o movimento revolucionário que substituiria a Monarquia pela República. Depois de muita insistência dos revolucionários, Deodoro da Fonseca concordou em liderar o movimento militar.
Segundo relatos históricos, em 15 de novembro de 1889, comandando algumas centenas de soldados que se movimentavam pelas ruas da cidade do Rio de Janeiro, o marechal Deodoro, assim como boa parte dos militares, pretendia apenas derrubar o então Chefe do Gabinete Imperial (equivalente a primeiro-ministro), o Visconde de Ouro Preto. "Os principais culpados de tudo isso [a proclamação da República] são o conde d'Eu e o Visconde de Ouro Preto: o último por perseguir o Exército e o primeiro por consentir nessa perseguição", diria mais tarde Deodoro.
O golpe militar, que estava previsto para 20 de novembro de 1889, teve de ser antecipado. No dia 14, os conspiradores divulgaram o boato de que o governo havia mandado prender Benjamin Constant Botelho de Magalhães e Deodoro da Fonseca. Posteriormente confirmou-se que era mesmo boato. Assim, os revolucionários anteciparam o golpe de Estado, e, na madrugada do dia 15 de novembro, Deodoro dispôs-se a liderar o movimento de tropas do exército que colocou um fim no regime monárquico no Brasil.

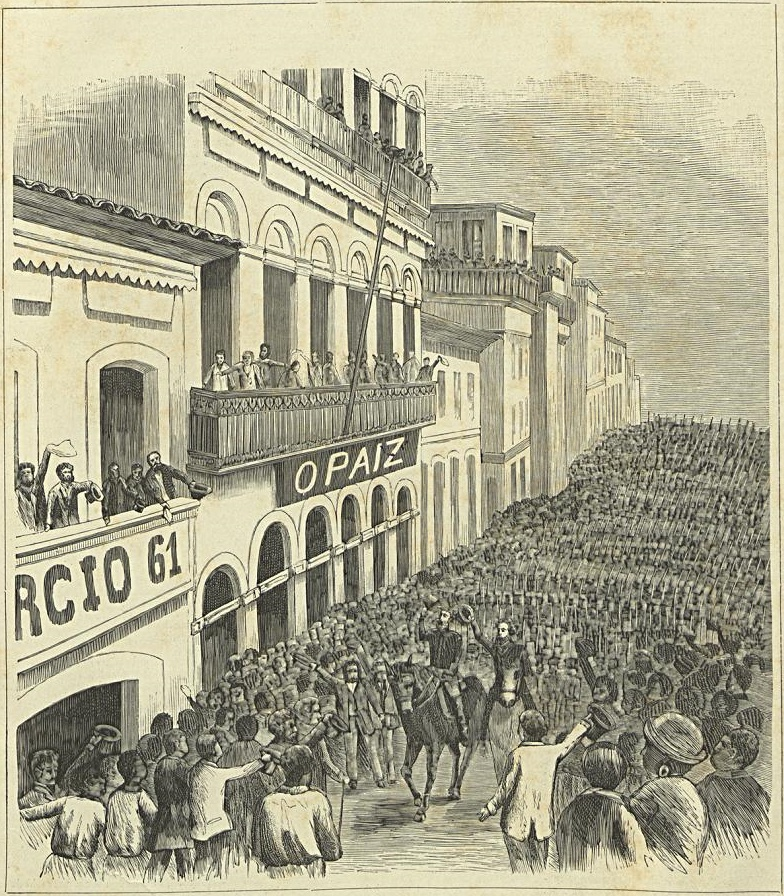
Ovação popular ao Marechal Deodoro da Fonseca e Bocaiuva, na Rua do Ouvidor

Os conspiradores dirigiram-se à residência do marechal Deodoro, que estava doente, com dispneia, e acabam por convencê-lo a liderar o movimento. Aparentemente decisivo para Deodoro foi saber que, a partir de 20 de novembro, o novo Presidente do Conselho de Ministros do Império seria Gaspar Silveira Martins, um velho rival. Deodoro e Silveira Martins eram inimigos desde o tempo em que o marechal servira no Rio Grande do Sul, quando ambos disputaram as atenções da baronesa do Triunfo que, segundo os relatos da época, preferira Silveira Martins. Desde então, Silveira Martins não perdia oportunidade para provocar Deodoro da tribuna do Senado, insinuando que malversava fundos e até contestando sua eficácia enquanto militar.
Além disso, o major Frederico Sólon de Sampaio Ribeiro dissera a Deodoro que uma suposta ordem de prisão contra ele havia sido expedida, argumento que convenceu finalmente o velho marechal a proclamar a República no dia 16 e a exilar a Família Imperial já à noite, de modo a evitar uma eventual comoção popular.

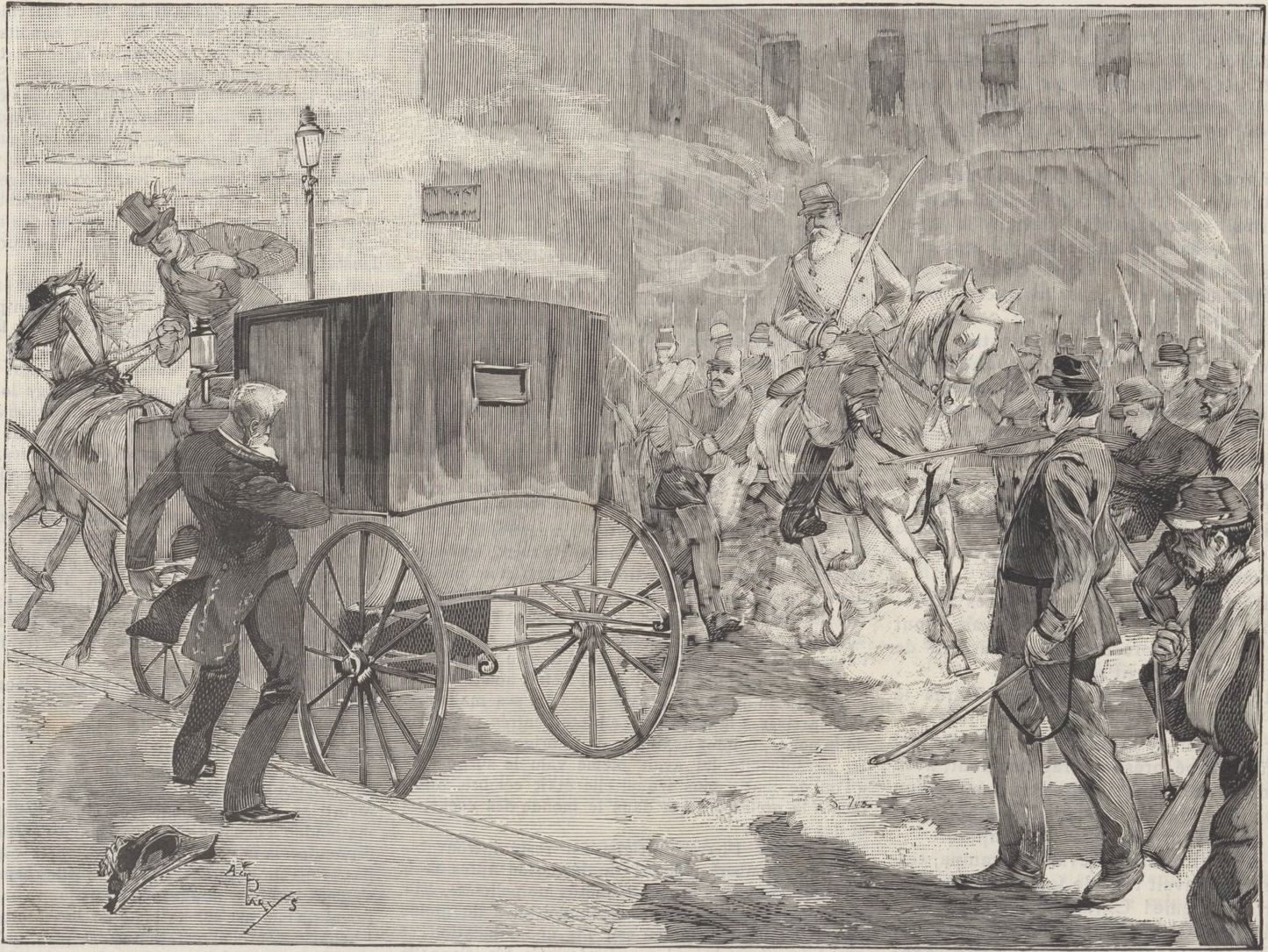
Atentado contra o Barão de Ladário, então ministro da Marinha

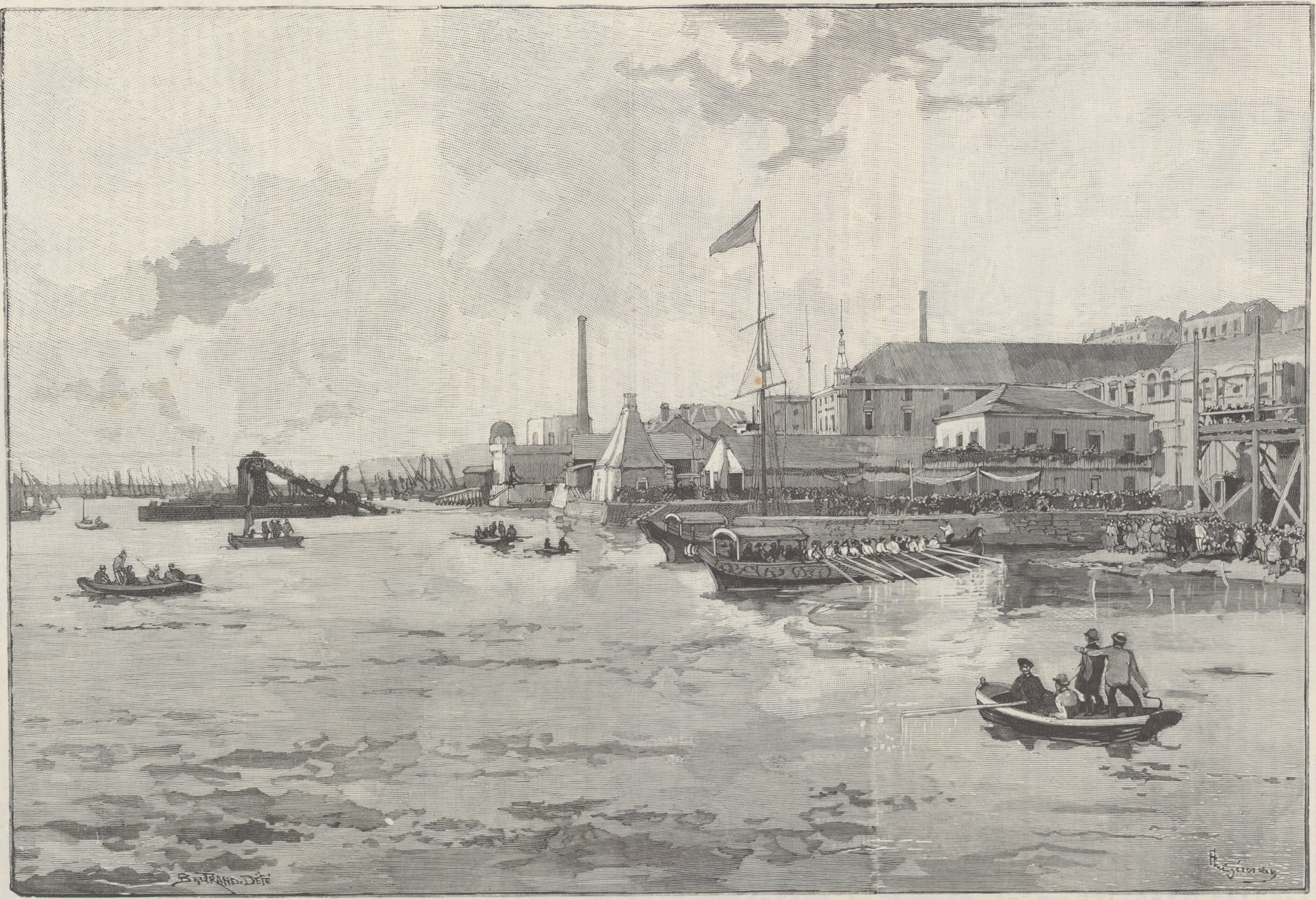
Desembarque de Pedro II em Lisboa: a canoa imperial atraca no Arsenal da Marinha

Convencido de que seria preso pelo governo imperial, Deodoro saiu de sua residência ao amanhecer do dia 15 de novembro, atravessou o Campo de Santana e, do outro lado do parque, conclamou os soldados do batalhão ali aquartelado, onde hoje se localiza o Palácio Duque de Caxias, a se rebelarem contra o governo. Ofereceram um cavalo ao marechal, que nele montou, e, segundo testemunhos, tirou o chapéu e proclamou "Viva a República!". Depois apeou, atravessou novamente o parque e voltou para a sua residência. A manifestação prosseguiu com um desfile de tropas pela Rua Direita, atual rua 1.º de Março, até o Paço Imperial.
Os revoltosos ocuparam o quartel-general do Rio de Janeiro e depois o Ministério da Guerra. Depuseram o Gabinete ministerial e prenderam seu presidente, Afonso Celso de Assis Figueiredo, Visconde de Ouro Preto.
No Paço Imperial, o presidente do gabinete (primeiro-ministro), Visconde de Ouro Preto, havia tentando resistir pedindo ao comandante do destacamento local e responsável pela segurança do Paço Imperial, general Floriano Peixoto, que enfrentasse os amotinados, explicando ao general Floriano Peixoto que havia, no local, tropas legalistas em número suficiente para derrotar os revoltosos. O Visconde de Ouro Preto lembrou a Floriano Peixoto que este havia enfrentado tropas bem mais numerosas na Guerra do Paraguai. Porém, o general Floriano Peixoto recusou-se a obedecer às ordens dadas pelo Visconde de Ouro Preto e assim justificou sua insubordinação, respondendo ao Visconde:
| “ | Sim, mas lá (no Paraguai) tínhamos em frente inimigos e aqui somos todos brasileiros! | ” |

Em seguida, aderindo ao movimento republicano, Floriano Peixoto deu voz de prisão ao chefe de governo Visconde de Ouro Preto.

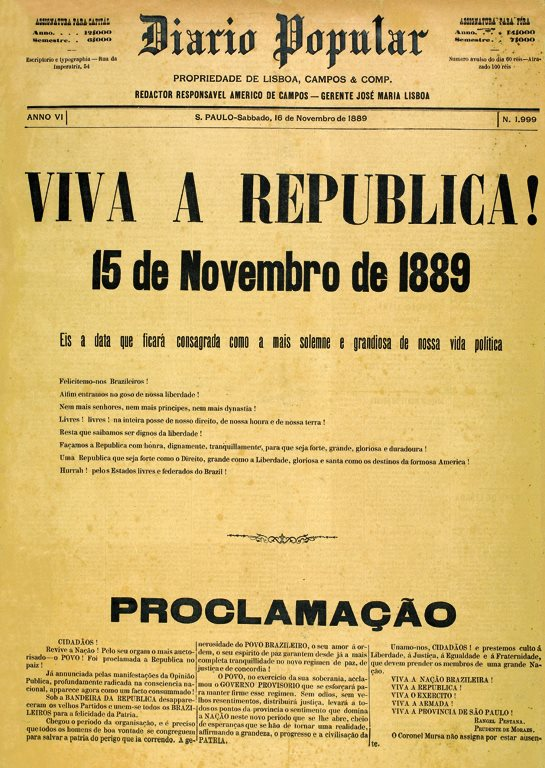
Capa do Diário Popular do dia 16 de novembro de 1889 noticiando a proclamação da República. Arquivo Nacional

O único ferido no episódio da proclamação da República no Rio de Janeiro parece ter sido o Barão de Ladário, que resistiu à ordem de prisão dada pelos amotinados e levou um tiro. Mas houve também um episódio diretamente ligado à Proclamação que vitimou 4 ex-escravos defensores da Princesa Isabel, no Maranhão, no episódio que ficou conhecido como Massacre de 17 de novembro. 
Consta que Deodoro não dirigiu crítica ao Imperador Pedro II e que vacilava em suas palavras. Relatos dizem que foi uma estratégia para evitar um derramamento de sangue. Sabia-se que Deodoro da Fonseca tinha ao seu lado o tenente-coronel Benjamin Constant e naquele momento também alguns líderes republicanos civis.
Na tarde do mesmo dia 15 de novembro, na Câmara Municipal do Rio de Janeiro, foi solenemente proclamada a República.
À noite, na Câmara Municipal do Município Neutro, o Rio de Janeiro, José do Patrocínio redigiu a proclamação oficial da República dos Estados Unidos do Brasil, aprovada sem votação. O texto foi para as gráficas de jornais que apoiavam a causa, e, só no dia seguinte, 16 de novembro, foi anunciado ao povo a mudança do regime político do Brasil.
Pedro II, que estava em Petrópolis, retornou ao Rio de Janeiro. Pensando que o objetivo dos revolucionários eram apenas substituir o Gabinete de Ouro Preto, o Imperador Pedro II tentou ainda organizar outro gabinete ministerial, sob a presidência do conselheiro José Antônio Saraiva. O imperador, em Petrópolis, foi informado e decidiu descer para a Corte. Ao saber do golpe de Estado, o Imperador reconheceu a queda do Gabinete de Ouro Preto e procurou anunciar um novo nome para substituir o Visconde de Ouro Preto. No entanto, como nada fora dito sobre República até então, os republicanos mais exaltados espalharam o boato de que o Imperador escolhera Gaspar Silveira Martins, inimigo político de Deodoro da Fonseca desde os tempos do Rio Grande do Sul, para ser o novo chefe de governo. Deodoro da Fonseca então convenceu-se a aderir à causa republicana. O Imperador foi informado disso e, desiludido, decidiu não oferecer resistência.
No dia seguinte, o major Frederico Sólon de Sampaio Ribeiro entregou a Pedro II uma comunicação, o cientificando da proclamação da República e ordenando sua partida para a Europa, a fim de evitar conturbações políticas. A família imperial brasileira exilou-se na Europa, só lhes sendo permitida a sua volta ao Brasil na década de 1920. Em 19 de novembro de 1889, quando as primeiras notícias da proclamação chegavam aos Estados Unidos e Reino Unido, o chanceler do consulado brasileiro em Nova Iorque se referiu aos soldados no Rio de Janeiro como "desprovidos de disciplina ou coragem", reduzindo o movimento como uma "revolta militar no Rio de Janeiro, e nada de mais". Ele também declarou que tudo foi muito rápido e que "não foi uma revolta do povo".

## Controvérsias

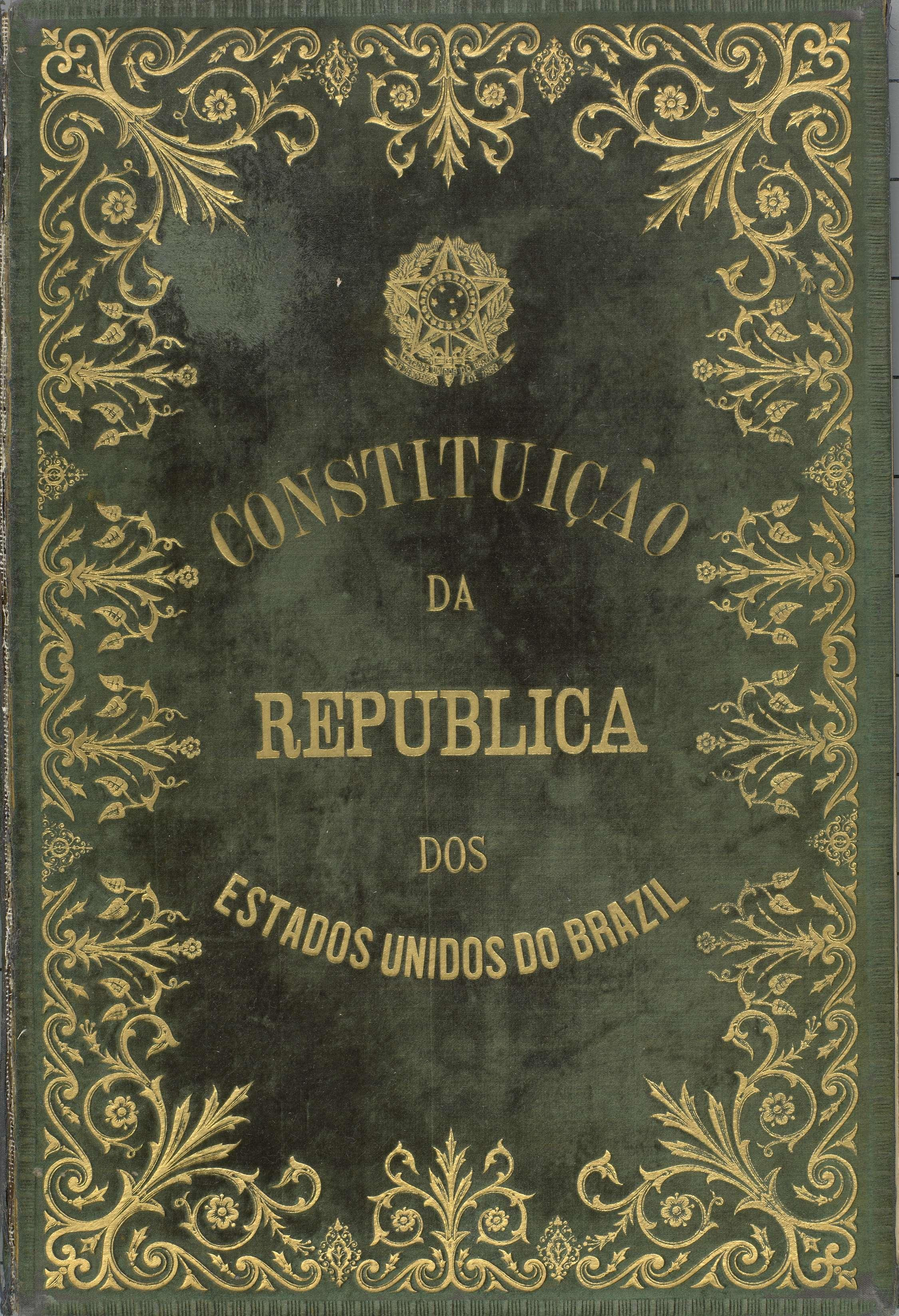
Constituição de 1891. Documento sob guarda do Arquivo Nacional

Com a proclamação da República, "segundo todas as probabilidades", acabaria também o Brasil, pensava, no fim do século XIX, o escritor português Eça de Queiroz. "Daqui a pouco" — acrescentava, numa das suas cartas de Fradique Mendes, publicadas depois de sua morte sob o título de "Cartas Inéditas de Fradique Mendes", e transcritas por Gilberto Freyre em sua obra "Ordem e Progresso":
| “ | O que foi o Império estará fracionado em Repúblicas independentes de maior ou menor importância. Impelem a esse resultado a divisão histórica das províncias, as rivalidades que entre elas existem, a diversidade do clima, do caráter e dos interesses, e a força das ambições locais. [...] Por outro lado, há absoluta impossibilidade de que São Paulo, a Bahia, o Pará queiram ficar sob a autoridade do general fulano ou do bacharel sicrano, presidente, com uma corte presidencial no Rio de Janeiro [...] Os Deodoros da Fonseca vão-se reproduzir por todas as províncias. [...] Cada Estado, abandonado a si desenvolverá uma história própria, sob uma bandeira própria, segundo o seu clima, a especialidade da sua zona agrícola, os seus interesses, os seus homens, a sua educação e a sua imigração. Uns prosperarão, outros deperecerão. Haverá talvez Chiles ricos e haverá certamente Nicaráguas grotescas. A América do Sul ficará toda coberta com os cacos de um grande império. | ” |

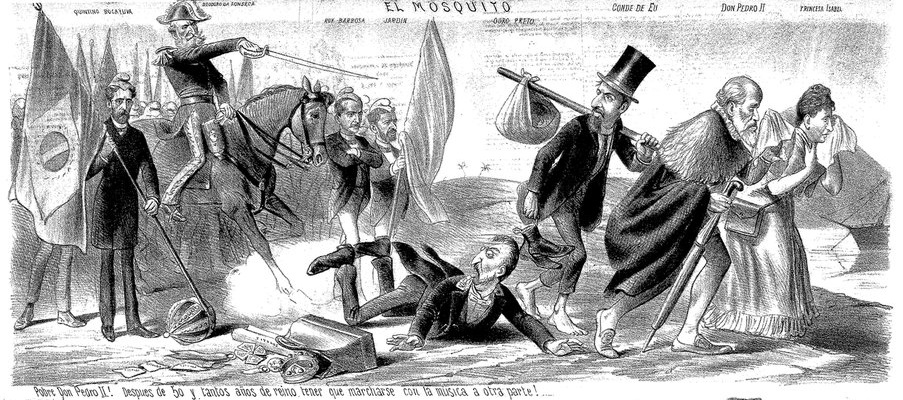
Charge retratando a proclamação da República Brasileira (El Mosquito, 24 de novembro/1889)

O sociólogo Gilberto Freyre entendeu que Eça de Queiroz errou redondamente:
| “ | Profecia que de modo algum se realizou. E não se realizou por lhe ter faltado quase de todo consistência sociológica; ou ter se baseado apenas numa estreita parassociologia, quando muito, política; e esta quase inteiramente lógica. Lógica e de gabinete: nem sequer intuitiva no seu arrojo profético [...] O "coração íntimo" dos brasileiros da época que se seguiu à proclamação da república, se examinado de perto [...] haveria de mostrar-lhe que existia entre a gente do Brasil, do Norte ao Sul do país, uma unidade nacional já tão forte, quanto às crenças, aos costumes, aos sentimentos, aos jogos, aos brinquedos dessa mesma gente, quase toda ela de formação patriarcal, católica e ibérica nas predominâncias dos seus característicos, que não seria com a simples e superficial mudança de regime político, que aquele conjunto de valores e de constantes de repente se desmancharia! | ” |